# Juste un petit moment
Juste un petit moment (укр. Ще одну мить) — Outro-трек Жана-Жака Гольдмана, дописаний в 1981 році. Завершаюча студійна композиція в першому студійному альбомі «Démodé».

## Про пісню
Як епілог свого першого альбому, Жан-Жак Гольдман записав «Juste un petit moment», де в півторахвинному треку він сконцентрував саму суть свого альбому. Вокальне крещендо Жана-Жака, яке він супроводжує особистою грою на фортепіано), переходить в його ж музичні експромти-мілізми.

## Фрагмент пісні
Фрагмент пісні (перші рядки):
Juste, juste un petit moment encore

Ici, il fait si beau, il fait si froid dehors